# Theodor Hecht (Architekt)
Theodor Hecht (* 28. April 1850 in Blankenburg (Harz); † 4. Mai 1917 in Hannover) war ein deutscher Architekt.

## Leben
Hecht absolvierte zunächst eine Maurerlehre und studierte ab 1872 an der Polytechnischen Schule Hannover, u. a. als Schüler von Conrad Wilhelm Hase. Seine Backsteinbauten folgten den Formentendenzen der Berliner und der Hannoverschen Schule.

## Bauten und Entwürfe (unvollständig)
- 1879–1881: Central-Schlacht- und Viehhof in Hannover[1]
- 1882: Wettbewerbsentwurf für einen Turmbau auf dem Astenberg (ausgezeichnet mit einem Ehrenpreis)[2]
- 1887: Badehaus in Sankt Andreasberg
- 1888–1889: Mellini-Theater in Hannover (gemeinsam mit Heinrich Siepmann)[1]
- 1895: Umbau eines Wohnhauses in Hannover für das Bankhaus A. Spiegelberg[1]
- um 1901: Landhaus in Vahrenwald[1]
- Eckgebäude Heise[1]